# 人民解放反叛军
人民解放反叛军（缩写为）是第二次世界大战期间保加利亚共产党领导的游击抵抗组织，活动于1943年3月—1944年9月9日。它是二战期间保加利亚最大的抵抗组织。1944年9月9日保加利亚政变发生时，该组织拥有9门迫击炮、440挺机枪、850支突击步枪、7660支步枪和 3180支手枪和左轮手枪。